# Воронцов-Дашков, Александр Илларионович
Граф Алекса́ндр Илларио́нович Воронцо́в-Да́шков (10 (22) апреля 1881, Санкт-Петербург — 4 октября 1938 Берлин) — русский офицер, полковник Лейб-гвардии Гусарского полка (1915), флигель-адъютант императора Николая II (1905), участник Белого движения.

## Биография
Александр Илларионович (Сашка) был четвёртым сыном и младшим ребёнком в многодетной семье генерала от кавалерии и наместника на Кавказе графа Иллариона Ивановича Воронцова-Дашкова и его жены Елизаветы Андреевны, урождённой графини Шуваловой (1845—1924).
Детские годы Александра, его братьев и сестёр прошли в семейном имении Ново-Томниково Щацкого уезда. Близость родителей к императору Александру III позволила всем молодым Воронцовым-Дашковым позднее занять достойное место при дворе, а старшим детям войти в число друзей великого князя Николая Александровича.
Образование получил в Пажеском корпусе, который окончил по 1-му разряду. В службу вступил 1.09.1899 года, выпущен корнетом (ст. 13.08.1901) в лейб-гвардии Гусарский Его Величества полк.
Чины: поручик (ст. 13.08.1905), штабс-ротмистр (ст. 13.08.1909), ротмистр (ст. 13.08.1913), войсковой старшина (15.01.1915) 1-го Уманского полка Кубанского казачьего войска. Почётный казак Павлодольской станицы Терского казачьего войска. Ротмистр гвардии (3.11.1915). Полковник (ст. 06.12.1915). На 01.08.1916 года в том же чине в лейб-гвардии Гусарском полку.
В 1905 году назначен флигель-адъютантом к императору Николаю II. Активный участник Первой мировой войны.
По словам великого князя Андрея Владимировича, в 1915 году Александр Илларионович был направлен на Кавказ, чтобы убедить отца, возглавлявшего кавказское наместничество, отказаться от руководства.
Теперь туда послан Сашка Воронцов. Мы его одели Кавказцем и поручили (я вёл с ним эти переговоры), чтобы он убедил своего отца поручить Мышлаевскому командование Армией и сформировал бы ему штаб, а он пусть остаётся Главнокомандующим.
После октябрьской революции Александр Илларионович сражался в рядах Добровольческой армии. Граф Воронцов-Дашков входил в состав Высшей комиссии правительственного надзора, которая была создана 12 (25) сентября 1920 года в Севастополе приказом № 3626 генерал-лейтенанта барона П. Н. Врангеля из надежных сановников (председатель — генерал Э. В. Экк, сенаторы А. Н. Неверов, С. Н. Трегубов, Н. И. Ненарокомов, генерал-лейтенант А. С. Макаренко, генералы П. И. Залесский и В. В. Беляев) с целью рассмотрения жалоб и сообщений о всех «особо важных преступных деяниях по службе государственной или общественной и серьёзных непорядках в отдельных отраслях управления», а также прошений на имя главнокомандующего.
При отступлении армии из Крыма Александру Илларионовичу вместе с семьей удалось переправиться в Константинополь, а затем — в Европу. Воронцовы-Дашковы жили во Франции, позднее перебрались в Германию. Александр Илларионович состоял членом Союза пажей, который объединял воспитанников Пажеского корпуса. С 1937 года — активист Национальной организации русских разведчиков.
Граф Александр Илларионович Воронцов-Дашков скончался 4 октября 1938 и был похоронен в Берлине на кладбище Тегель.

## Семья

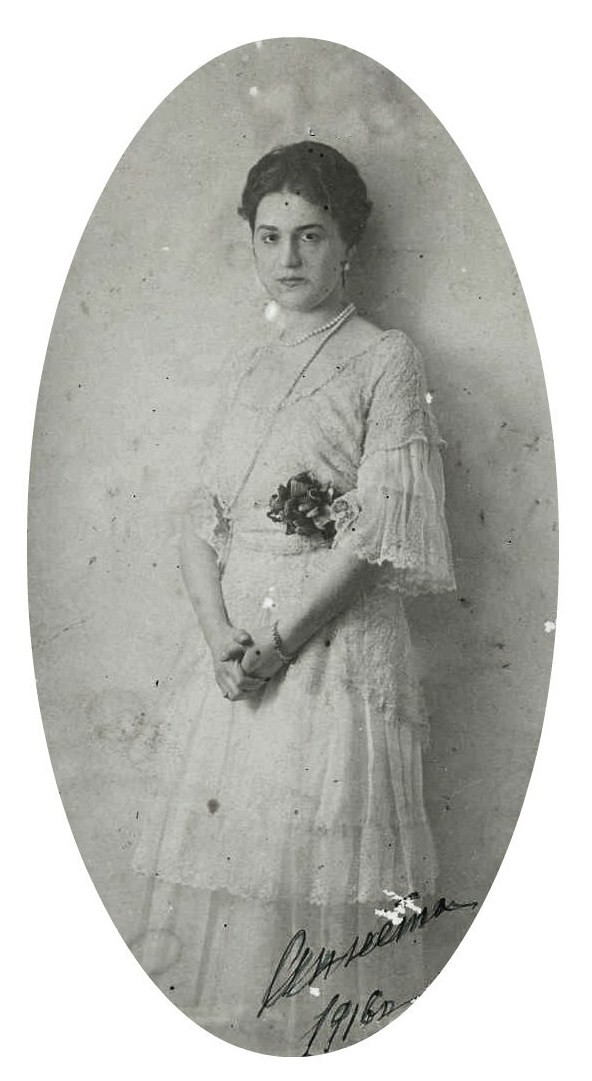
Анна Ильинична

Александр Илларионович женился 10 марта 1916 года на Анне Ильиничне Мамацашвили, урождённой княжне Чавчавадзе (1891—1941), внучке князя Д. А. Чавчавадзе. Бракосочетание состоялось в узком кругу из-за траура по скончавшемуся в январе отцу жениха.
Мы оба волновались. Я опоздала на свадьбу на целый час: но не по своей воле, а потому что за мной поздно приехали. Сашка был страшно нервен, а я не стояла на ногах.
В браке родились:
- Илларион (1918—1973) — с 1944 года женат на Анастасии Хенкель фон Доннерсмарк (1926—1982). Их дети: Александр (1945—2016) и Анастасия (1957—2014);
- Александр (1922—1952) — в 1942 году был в составе Русской национальной народной армии в Витебской области (посёлок Осинторф)[источник не указан 673 дня]; после II Мировой войны служил в Иностранном легионе, воевал во Вьетнаме в должности командира взвода, скончался от полученных ран. В 1950 году женился на Марии Николаевне Маринович (род. 1925), брак был бездетным и закончился разводом.

## Награды
Российские:
- орден Святого Станислава 3-й степени (1907);
- орден Святой Анны 3-й степени (1911);
- орден Святого Станислава 2-й степени (06.12.1913);
- мечи к ордену Святого Станислава 2-й степени (ВП 04.11.1914);
- орден Святого Владимира 4-й степени с мечами и бантом (ВП 16.01.1915);
- орден Святой Анны 4-й степени (ВП 30.10.1915).

Иностранные:
- Сиамский орден Белого слона 4-й степени (1907);
- Персидский орден Льва и Солнца 3-й степени (1907);
- Бухарский орден Золотой Звезды 3-й степени (1907);
- Черногорский орден князя Даниила I 4-й степени (1907);
- Шведский орден Меча 4-й степени (1908);
- Гессенский орден Филиппа Великодушного, кавалерский крест 1-го класса (1912);
- Болгарский орден «За военные заслуги» (1913).